# Анникерид из Кирены
Анникерид из Кирены (др.-греч. Ἀννίκερις; fl. ок. 300 г. до н.э.) — древнегреческий философ, представитель школы киренаиков. Основал своё направление; согласно Диогену Лаэртскому его последователи так и назывались: «анникеридовцы» (οἱ Ἀννικέρειοι). При этом он ошибается, смешивая Аннекерида-киренаика и некоего другого Анникерида, который уплатил выкуп за Платона из рабства (Diog. Laert. III 20; II 86).
О жизни Анникерида известно крайне мало. Страбон в своей «Географии» упоминает, что философ входил в число знаменитых людей г. Кирены  и «как думают, исправил учение киренской школы и ввел вместо него “анникерийское” учение» (Strabo. Geogr. XVII 3. 22). Активность Анникерида пришлась на самый конец III века до н.э. и начало IV века до н.э. Достоверные сведения на этом заканчиваются, какие-либо сведения о его работах отсутствуют.
Относительно его биографии имеется несколько ложных сведений, упомянутых в словаре «Суда». Там говорился, что он был современником Александра Македонского, учителем стоика Посидония (жившего II-I вв. до н. э.), а также о принятии затем эпикуреизма. Часть этих сведений откровенно анахронистичны, другие сомнительны и не могут быть проверены.

## Особенности философии Анникерида
Как и все киренаики, Аннекерид считал удовольствие высшим благом. Соответственно, страдания должно было избегать (Diog. Laert. II 96-97). Наслаждение является высшей целью само по себе; точнее — оно должно быть «целью вообще всякого действия» (Clem. Alex. Strom. II 21. 130). Однако трактовки этих общих для киренаиков положений отличались от классических, а также от понимания Гегесия. Вероятно, что учение Аннекерида формировалось в дискуссии с гегесианцами и эпикурейцами.
Если Гегесий считал, что счастье принципиально невозможно: тело неизбежно страдает, а вместе с ним и душа, то Анникерид указывал, что мудрец будет счастлив даже кратковременным удовольствием. Кроме того, Анникерид и его последователи «допускали в жизни и дружбу, и благодарность, и почтение к родителям, и служение отечеству» (Diog. Laert. II 97). Таким образом, Аннекерид развил учение киренаиков о наслаждении, распространив его и на область этики и межличностных отношений. Климент Александрийский пересказывает мнение философа: «Чтобы мы наслаждались не только удовольствиями, но и общением с людьми, и стремлением к почестям».
Изначально эгоцентричное учение киренаиков, для которого значение имело удовольствие лишь самого философа, Анникерид развил до разумного эгоизма, при котором важно и то, что происходит с другими. При этом, помимо физического удовольствия, учитывается и радость, которую, видимо, он также рассматривал как удовольствие (или же считал их равноценными). Судя по всему, Анникерид и его последователи следовали концепции бескорыстной дружбы, в отличие от своих предшественников: польза от дружбы полезна, но не является самоцелью. Анникерид (вероятно, в плане дискуссии с Гегесием) утверждал, что не только дружба приносит радость сама по себе, но и вообще благодеяние и благодарность как таковые, и благополучию своей страны можно радоваться как своему собственному (Diog. Laert. II 89). Этот пример важен, так как радость от благополучия Родины не имеет физиологической составляющей в принципе — это чисто психологическое удовольствие. Судя по всему, у Анникерида имелась некая иерархия наслаждений, причём этические по этой «шкале» ставились выше, чем телесные.
Однако киренейский принцип «мы можем судить лишь о собственных претерпеваниях (πάθη)» остаётся неизменным, и Анникерид указывает на то, что к счастью друга не надо стремиться — мы не должны навязывать свои предпочтения. Радость за друга и от общения с ним — удовольствие, причём ради этого чувства (то есть по сути именно ради себя) мудрец может переносить страдания. (Diog. Laert. II 96-97)
Диоген Лаэртский упоминает позицию «даже простому благоденствию родины можно радоваться как своему» в разделе, общем для киренаиков, но это явно противоречит как Аристиппу с его космополитизмом, так и Гегесию, который не признавал даже благодарности и стоял на позиции крайнего эгоцентризма. Однако этот тезис совпадает с позицией Анникерида. Поэтому ещё Е. Шварц в 1903 году предположил, что в данном случае Диоген смешал разные школы киренаиков. Вероятнее всего, и Диоген Лаэртский, и Климент Александрийский в этом плане использовали один источник, но Климент чётко пишет именно об анникеридовцах, не смешивая их с другими киренаиками. Этой позиции придерживаются Е. Маннебах, К. фон Фритц и К. Дёринг. Однако эта логичная теория не является полностью общепризнанной — ей оппонирует, например, Андре Лакс.
Анникеридовцы вели споры и с эпикурейцами, сравнивая их «победу над страданиями» с «бесчувственностью трупа» — ведь только мёртвое тело лишено страданий. При этом пониманию наслаждений лишь как телесных удовольствий противопоставлялись психологические наслаждения. Поэтому неправильно, как это делают эпикурейцы, понимать наслаждение либо как приятные телесные ощущения, либо как отсутствие страданий.
Во времена киренаиков древнегреческие философы в большинстве соглашались с тем, что органы чувств воспринимают некие внешние «акты движения» (κινήσεις), и в этом плане анникеридовцы указывали: боль и удовольствие являются движениями, поэтому их отсутствие не может быть получаемым удовольствием (Diog. Laert.  II 89).
Ортодоксальные киренаики считали, что мудрец должен быть чужд зависти, любви и суевериям — это лишь фантазии, которые, однако, возникают естественным образом (Diog. Laert. II 91) даже у мудреца. Проблему решил Анникерид, который указал, что одного осмыслания мало, требуется вырабатывать в себе желаемые качества вопреки привычным смолоду (Diog. Laert. II 96) и которые соответствуют ложным воззрениям большинства. Поэтому мудрый чаще испытывает наслаждение, а глупый страдает: глупец не обладает качествами, требуемыми для достижения удовольствий и избегания страданий. Мудрый человек имеет привычку поступать мудро, а человеческий разум имеет склонность ошибаться в любой момент.
Итого: Анникерид значительно расширил социальный аспект учения киренаиков и развил его психологически:
- психологическое удовольствие рассматривается независимо от телесных наслаждений;
- он единственный из киренаиков, который не исключал философа из общественной жизни;
- при сохранении принципа удовольствия он убрал зацикленность на его непрерывности, по сути рассматривая баланс удовольствия и неудовольствия;
- рассматривал дружбу как психологическое удовольствие, а не только как утилитарные отношения.